# کرون فیومه
کرون فیومه (به انگلیسی: Fiume krone) یکای پول رایج در کشور ایالت خودمختار فیومه است.